# هانا منير
هانا منير (بالرومانية: Hannah Monyer)‏ (من مواليد 3 أكتوبر 1957 في لاساليا، رومانيا) وهي عالمة أعصاب بيولوجية من أصل ألماني-روماني. كانت هانا مديرة قسم الأعصاب السريرية في المستشفى الجامعي في جامعة هايدلبرغ. منذ عام 1999 وفي عام 2004 حصلت على جائزة «جوتفريد فيلهلم ليبنيز» بقيمة 1.55 مليون يورو. ثم حصلت على جائزة فيليب موريس للأبحاث - التي وصفها Bio-pro بأنها «واحدة من أعرق الجوائز العلمية في ألمانيا» - عام 2006. وفي عام 2010، منحها مجلس الأبحاث الأوروبي 1.87 مليون يورو لأبحاثها.
كان اهتمام هانا في تكوين مستقبلات ن-مثيل-د-أسبارتات وأنماط التعبير عنها في مجموعات خلايا الدماغ. حيث ترتبط مستقبلات ن-مثيل-د-أسبارتات "NMDA" باللدونة المشبكية التي تؤثر على التذكر والتعلم. وقد أظهرت أيضًا أن هناك أنواعًا مختلفة من مستقبلات الغلوتامات، ودرست اضطرابات عصبية مختلفة، وعملت على تعديل الحامض الداخلي لأحماض الغاما-أمينوبيوتيريك في نموذج جيني. كما قامت بتطوير تقنيات جديدة في التحليل الجزيئي.
شاركت هانا منير في مؤسسة فرونتيرز في علم الأعصاب الجزيئي، الذي نشرته جامعة هايدلبيرغ وعضوة في مجلس الشيوخ في المركز الألماني لأمراض الأعصاب (بالألمانية) «المركز الألماني للأمراض العصبية التنكسية».)
بعد حصولها على الدكتوراه في الطب في عام 1983، عملت هانا في المركز الطبي بجامعة ستانفورد. ثم عادت إلى هايدلبرغ في عام 1989 حيث حصلت على الأستاذية قبل إنشاء مجموعتها البحثية الخاصة.
وصفتها «صحيفة ترانسلفانيا» («بالألمانية») "Transylvanian Newspaper" بأنها «تفهم الموسيقى وتتحدث العديد من اللغات»، مشيرة إلى إجادتها للبيانو وقدرتها على التحدث إلى معظم موظفيها متعددي الجنسيات بلغتهم الخاصة.

## جوائز
- جائزة «جوتفريد فيلهلم ليبنيز» بقيمة 1.55 مليون يورو (عام 2004).[4]
- جائزة فيليب موريس للأبحاث (عام 2006.)
- 1.87 مليون يورو من مجلس الأبحاث الأوروبي لأبحاثها (عام 2010).[5][6]